# Neu-Isenburg

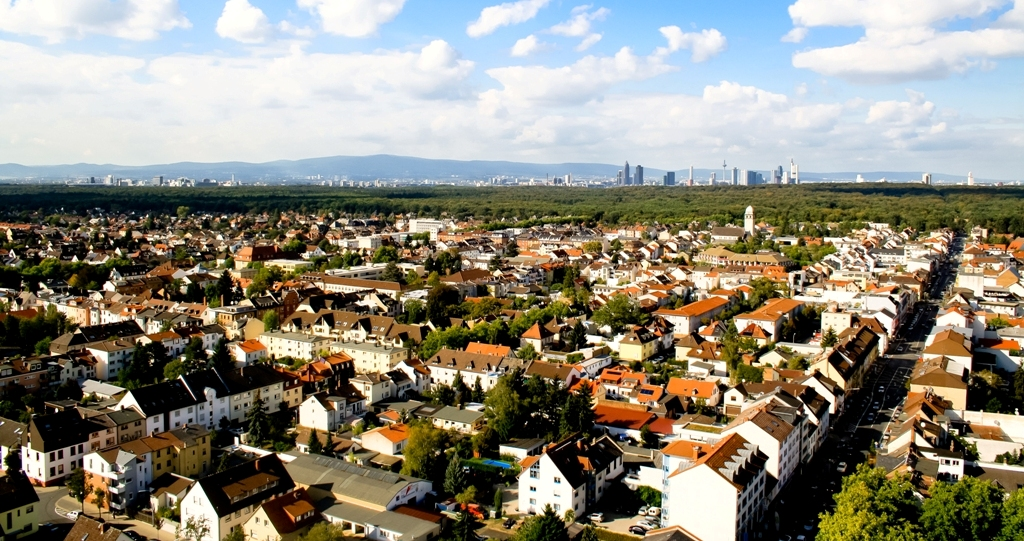
Blick auf den Westen von Neu-Isenburg und die Frankfurter Straße

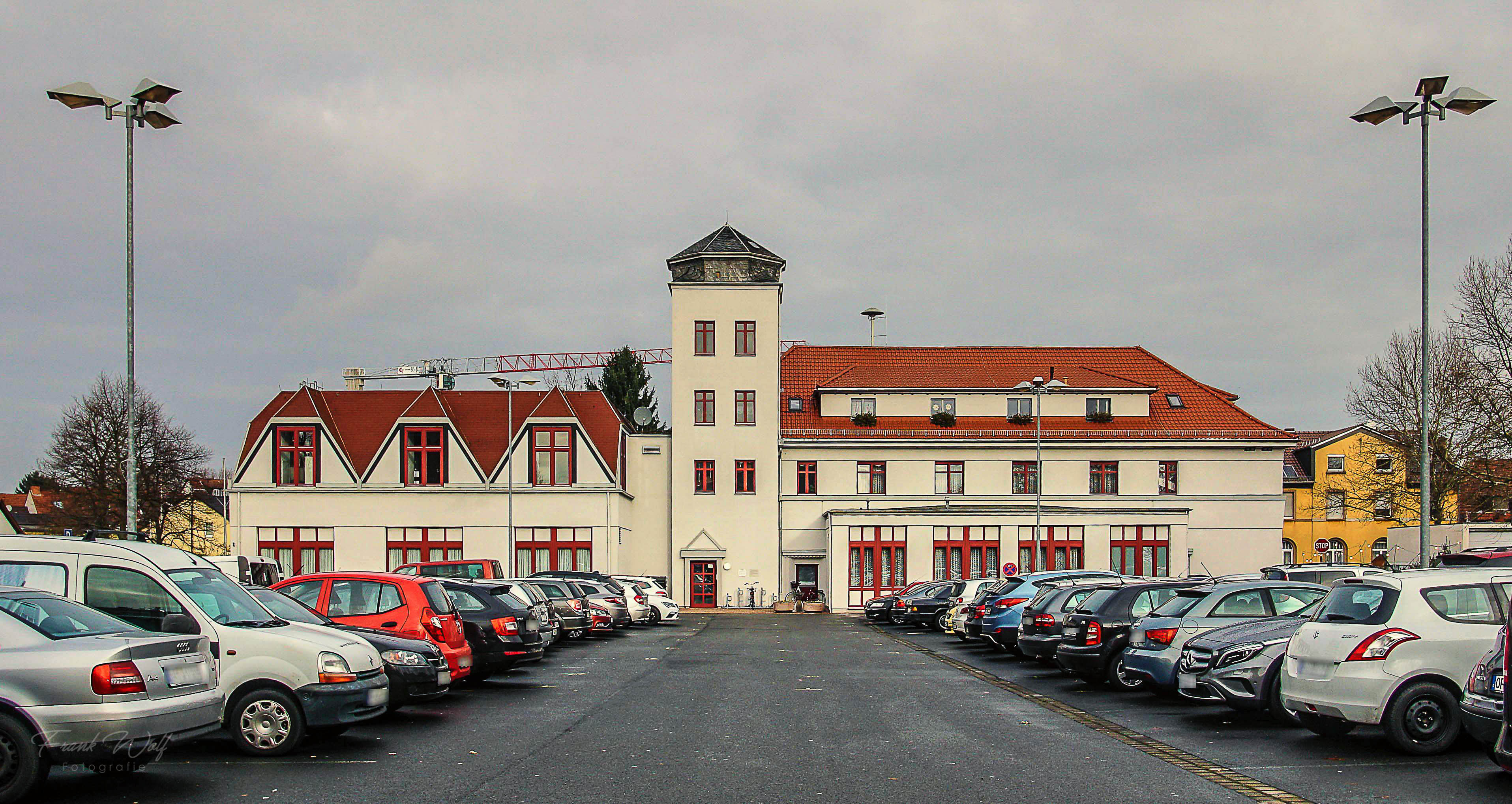
Haus der Vereine

Die Hugenotten- und Waldenserstadt Neu-Isenburg ist eine Mittelstadt im Landkreis Offenbach in direkter Nachbarschaft zu Frankfurt am Main und Offenbach am Main. Die Stadt liegt in unmittelbarer Nähe des Frankfurter Flughafens. Der amtliche Namenszusatz Hugenotten- und Waldenserstadt wurde zur Feier des 325. Jahrestags der Stadtgründung am 24. Juli 2024 verliehen.
Gegründet als Zufluchtsort von Hugenotten, wurde Neu-Isenburg ab 1900 immer stärker von Industrie geprägt. Heute ist sie vor allem Standort von Dienstleistungsunternehmen und Wohnstadt für Pendler nach Frankfurt. Regional bekannt ist die Stadt durch das Einkaufszentrum „Isenburg-Zentrum“ (IZ), die Hugenottenhalle, die Stadtbibliothek, das Autokino in Gravenbruch und das Waldschwimmbad.

## Geographie

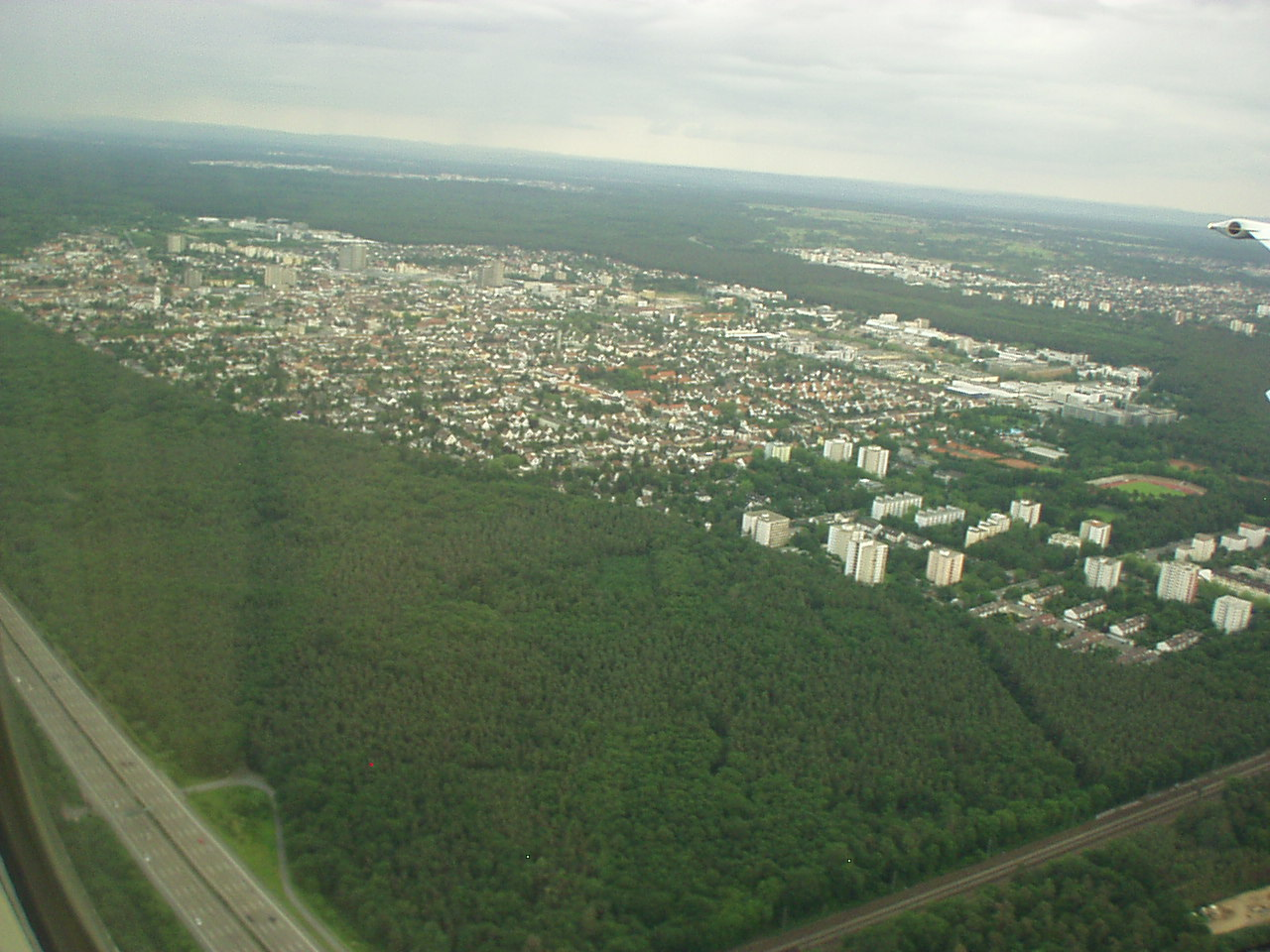
Neu-Isenburg, im Hintergrund rechts Dreieich-Sprendlingen und oberhalb Dietzenbach

### Nachbargemeinden
Neu-Isenburg grenzt im Westen und Norden an die kreisfreie Stadt Frankfurt am Main, im Osten an die kreisfreie Stadt Offenbach am Main sowie im Süden an die Städte Dreieich, Langen und Mörfelden-Walldorf (Kreis Groß-Gerau).

### Stadtgliederung

Neu-Isenburg in seinen Stadtgrenzen

Neu-Isenburg besteht aus der alten Kernstadt, dem eingemeindeten Stadtteil Zeppelinheim und der in den 1960er Jahren errichteten Satellitenstadt, dem Stadtteil Gravenbruch. Die Bebauung der Stadtteile ist durch Wald getrennt.

### Geographische Lage
Alle drei Stadtteile befinden sich in einem relativ flachen, geschlossenen Waldgebiet. Während das Gebiet der Kernstadt bereits seit Jahrhunderten überwiegend waldfrei und mit Weideflächen oder Gärten bedeckt war, sind Zeppelinheim und Gravenbruch auf Rodungsinseln errichtet. Der verbliebene Wald auf Isenburger Stadtgebiet ist wegen der hohen Bevölkerungsdichte des Rhein-Main-Gebietes als Bannwald ausgeschrieben und darf nicht für weitere Besiedlung gerodet werden. Da ab den 1990er Jahren die meisten verbliebenen Wiesen- und Gartenflächen bebaut wurden, scheint das rapide Wachstum der Stadt nun vorerst an ein Ende gekommen zu sein.

## Geschichte
Neu-Isenburg wurde am 24. Juli 1699 als Exulantenstadt von Hugenotten gegründet, französischen Protestanten, die nach der Aufhebung des Toleranzedikts von Nantes aus Frankreich hatten fliehen müssen. Ihr neuer Landesherr, Graf Johann Philipp von Isenburg-Offenbach sicherte ihnen Schutz, freien Gebrauch der französischen Sprache und Religionsfreiheit zu. Er gestattete ihnen, sich im Dreieichwald anzusiedeln, dort wo im Mittelalter die Wallfahrtskapelle Zum Heiligen Kreuz stand. Zum Dank an den Grafen wurde die Stadt nach ihm Neu-Isenburg benannt. Der Grundriss des Ortes wurde von Andreas Loeber entworfen. Die Stadt hatte einen quadratischen Grundriss. Von den Ecken führen diagonale Straßen zum Marktplatz. Zusätzlich sind die Mitten der Außenseiten durch Straßen mit dem quadratischen Marktplatz verbunden, deren Schnittpunkt als quadratischer Platz ausgebildet ist. Der Grundriss nimmt so die Formen des griechischen und Andreaskreuzes als Schutzzeichen auf. Neu-Isenburg war eine der Planstädte des 17. und 18. Jahrhunderts. Die Siedler waren zunächst als Bauern tätig, besannen sich aber sehr bald auf ihre ursprünglich erlernten Handwerksberufe, etwa den des Strumpfwirkers, und legten so den Grundstein für die wirtschaftliche Entwicklung Neu-Isenburgs. Die umliegenden Gemeinden beäugten die französischen Siedler mit großem Misstrauen und nannten den Ort „welsches Dorf“. Einen Hinweis darauf gibt der Welsche Weg im Frankfurter Stadtwald. Diese Waldschneise führt von Frankfurt-Sachsenhausen zum nördlichen Stadtrand Neu-Isenburgs.

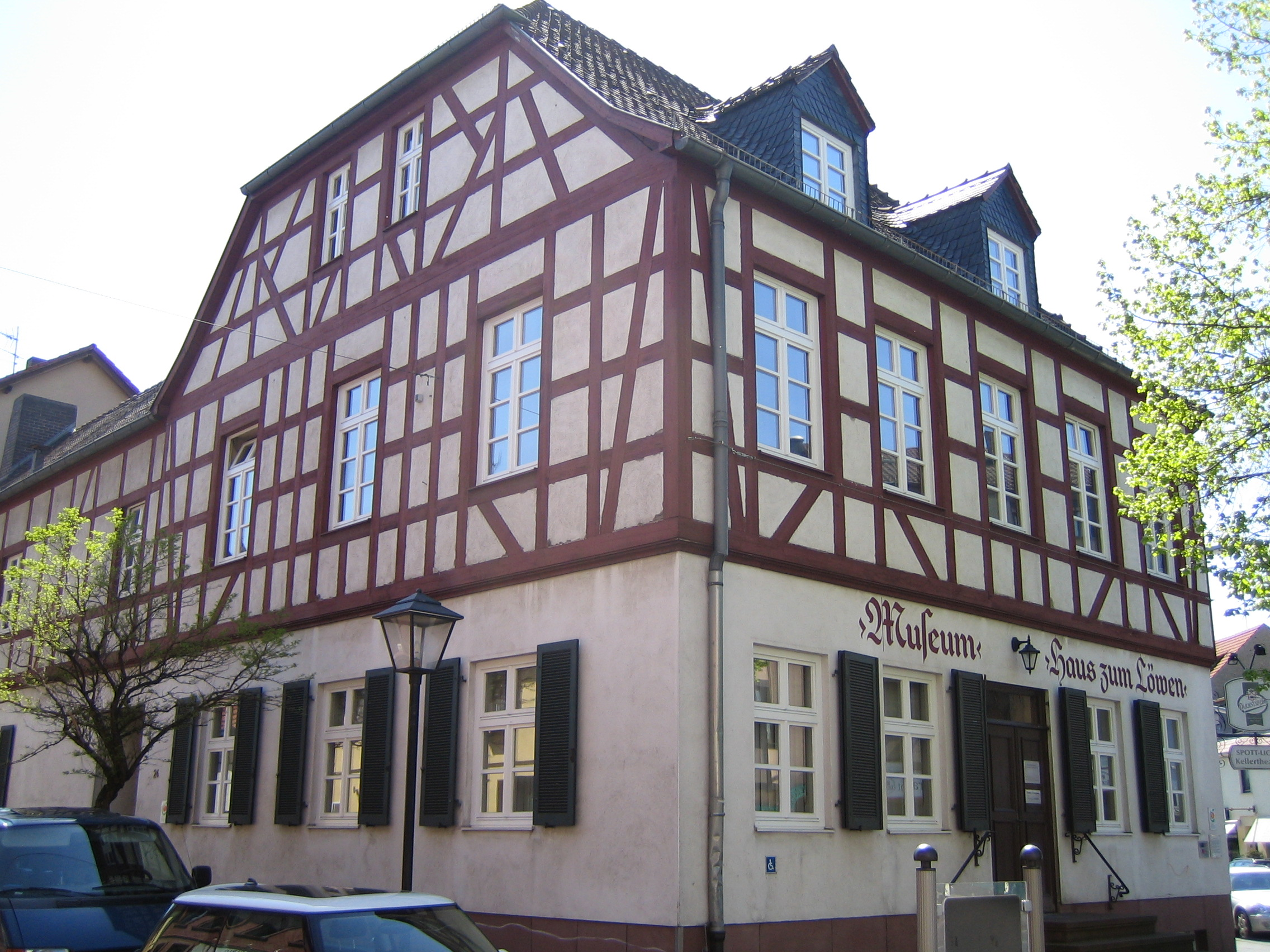
Haus zum Löwen

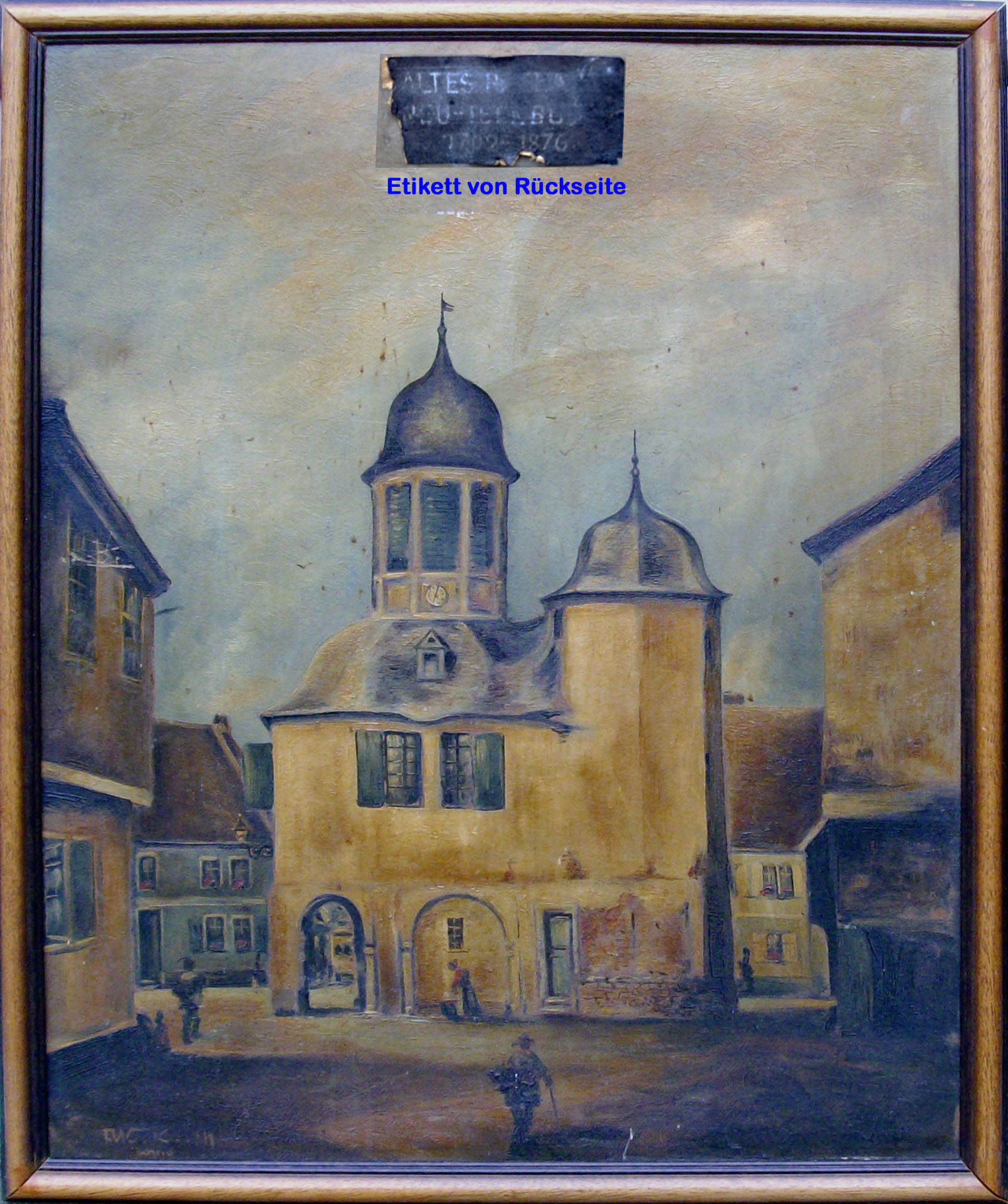
Altes Rathaus 1702–1876

Am 20. Mai 1700 hielt Pfarrer Isaac Bermond unter einer alten Eiche auf der Mitte des Kirchplatzes den ersten Gottesdienst. Um 1701 erfolgte der Bau des Forsthauses (heute: Gaststätte Frankfurter Haus) durch die Stadt Frankfurt am Main an der Stadtgrenze zu Neu-Isenburg. Eine erste Französisch-Reformierte Kirche aus Holz wurde von 1702 bis 1706 errichtet. Die Grundsteinlegung erfolgte am Himmelfahrtstag 1702 auf einem dreieckigen Platz im Rahmen der strengen Grundstückaufteilung des Siedlungsquadrats. Ebenfalls 1702 wurde das Rathaus am Marktplatz errichtet. Im selben Jahr wurde das Haus zum Löwen erstmals erwähnt, das bis 1918 als Gaststätte Au Lion d’Or (Zum goldenen Löwen) genutzt wurde und das heute als Heimatmuseum dient. Es folgten 1704 die erste Schule und 1705 die Bansamühle. Die Holzkirche wurde in den Jahren von 1773 bis 1775 durch einen Steinbau ersetzt. 1781 wurde die erste deutschsprachige Schule errichtet.
Trotz der erheblichen Vorbehalte zogen ab dem 18. Jahrhundert auch deutsche Familien in die Stadt, was dazu führte, dass in der Kirche ab 1761 abwechselnd auf Deutsch und Französisch gepredigt wurde, sehr zum Widerwillen der französischen Bevölkerung. Schließlich wurde 1829 Deutsch als offizielle Amtssprache festgelegt.
In napoleonischer Zeit gehörte Neu-Isenburg zum Fürstentum Isenburg, das der Wiener Kongress von 1815 liquidierte, wodurch Neu-Isenburg mit dem Amt Offenbach letztendlich an das Großherzogtum Hessen (Hessen-Darmstadt) gelangte.
Bis 1823 gehörte Neu-Isenburg zum Amt Offenbach, das in diesem Jahr aufgelöst wurde. Die Verwaltungsaufgaben des Amtes übernahm der Landratsbezirk Offenbach, ab 1832 der Kreis Offenbach. Die Aufgaben des Amtes in der Rechtsprechung gingen an das Landgericht Offenbach über, das 1879 durch das Amtsgericht Offenbach ersetzt wurde.
1828 baute der Preußisch-Hessische Zollverein ein Zollhaus (Frankfurter Straße 10) als Hauptzollamt an der Grenze zur damaligen Freien Stadt Frankfurt.
1846 wurde die Bahnstrecke Frankfurt am Main–Heidelberg eröffnet, und 1852 erhielt der Ort dort einen eigenen Bahnhof, den Bahnhof Neu Isenburg.

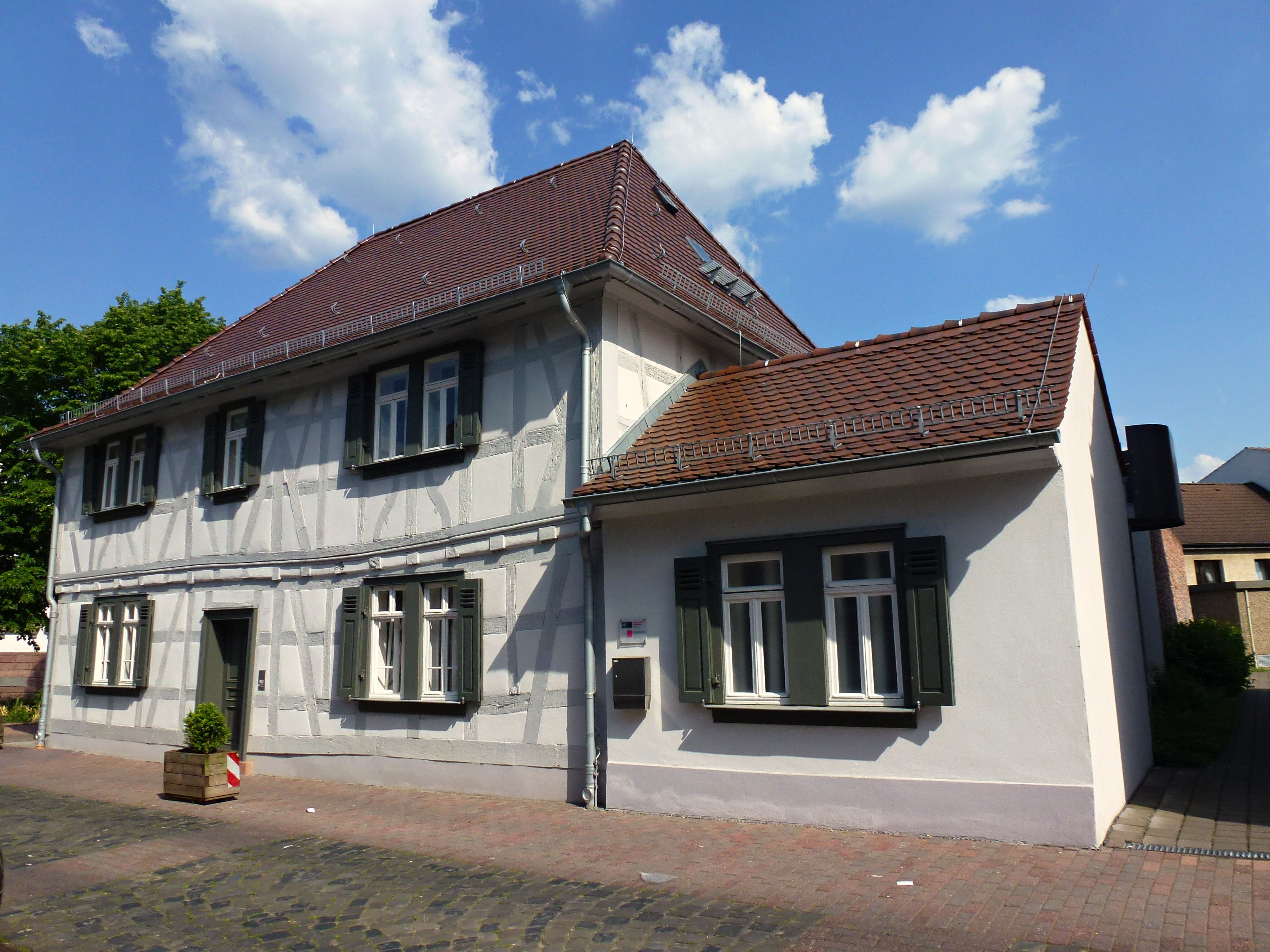
Französische Schule von 1704

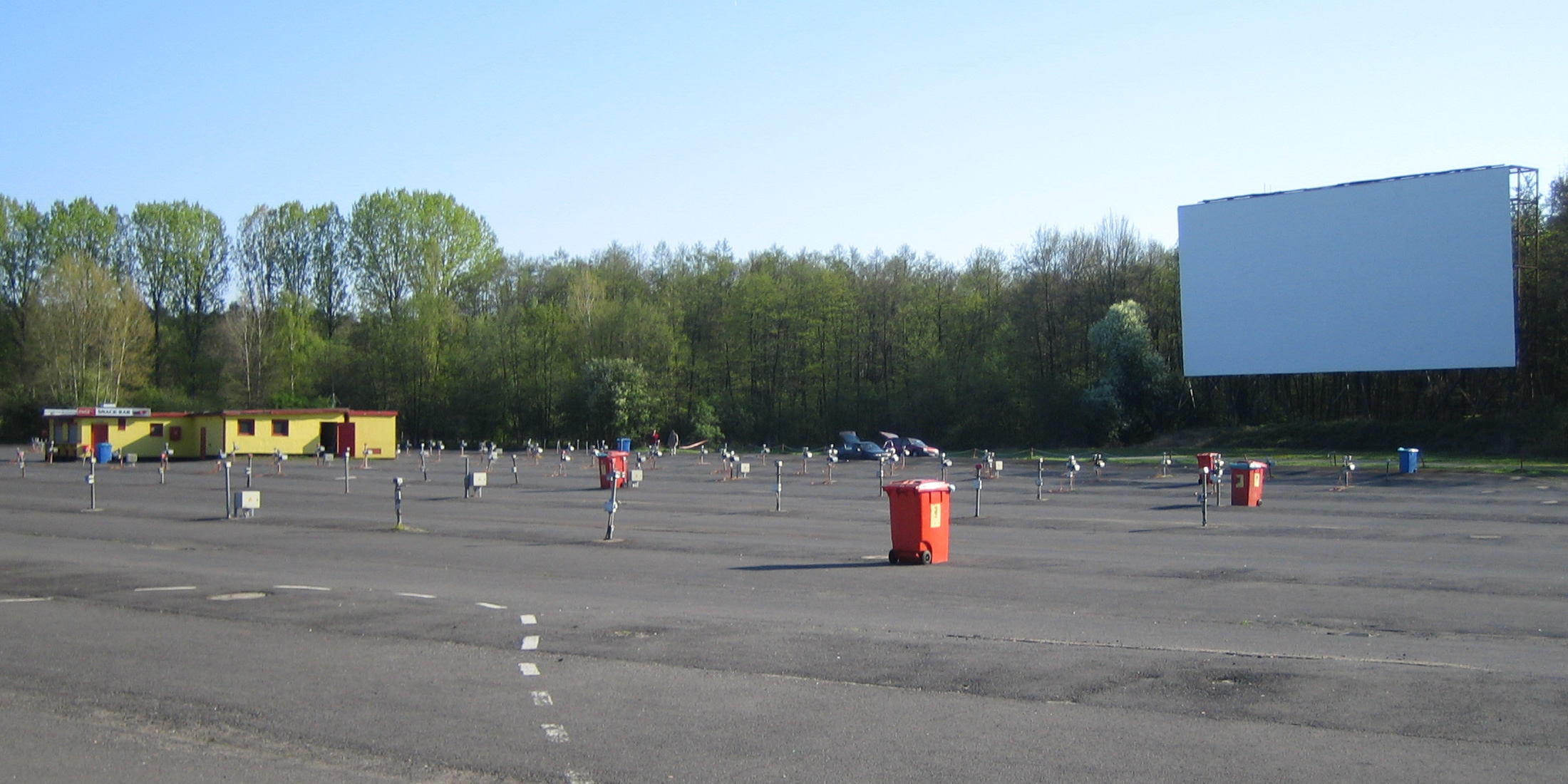
Das 1960 eröffnete Autokino Gravenbruch war das erste Autokino in Deutschland.

1885 wurde die Frankfurter Waldbahn nach Frankfurt eröffnet (heute Straßenbahnlinie 17 der Verkehrsgesellschaft Frankfurt VgF). Die Straßenbahn war früher mit privat betriebenen Pferdeomnibussen oder fußläufig bzw. mit dem Fahrrad erreichbar. In den 1950er Jahren gab es eine Bahnbusverbindung zu dem ganz im Westen gelegenen Bahnhof. Seit 1962 wurden Busverbindungen zwischen dem Bahnhof und der Straßenbahnhaltestelle sowie von dort zur Siedlung Buchenbusch aufgebaut, seit 1973 auch nach Gravenbruch, seit 1977 nach Zeppelinheim.
Am 4. Februar 1889 wurden Neu-Isenburg die Stadtrechte verliehen. 1899 erhielt Neu-Isenburg anlässlich des 200-jährigen Bestehens sein Stadtwappen.
Im April 1896 nahm mit der Höheren Bürgerschule (heute: Goetheschule) die erste weiterführende Schule in Neu-Isenburg ihren Betrieb auf.
Der Aufbau der modernen Infrastruktur begann im Jahr 1898, als das erste Wasserwerk und das Elektrizitätswerk in Betrieb genommen wurden. Der Gemeinderat entschied sich seinerzeit gegen Gas und für die Elektrizität als Energieträger. Gas wurde erst ab 1913 vorwiegend zum Kochen verfügbar; Erdgas zur Wärmegewinnung wird seit 1970 genutzt.
Am 23. Oktober 1911 wurde in der mehrheitlich protestantischen Stadt die erste katholische Kirche St. Josef eingeweiht.
In den 1920er-Jahren wurden antisemitische Einstellungen in Polizeiakten erkennbar. Bei der Reichstagswahl am 5. März 1933 wählten 40,8 % der Neu-Isenburger die NSDAP. Auch in Neu-Isenburg kam es zu nationalsozialistischen Aufmärschen und „Fahnenappellen“. Oppositionelle wurden verfolgt.
Nach einem Fackelzug, an dem 3.500 Menschen teilnahmen, fand am Abend des 24. Juni 1933 im Rahmen einer Sonnenwendfeier auf dem Wilhelmsplatz eine Bücherverbrennung statt, bei der Bücher der von den Nazis geächteten und verfolgten Autorinnen und Autoren verbrannt wurden. Daran erinnert heute eine Gedenktafel an der alten Feuerwache.
Das von Bertha Pappenheim 1907 gegründete Heim Neu-Isenburg wurde in der Reichspogromnacht 1938 durch Brandstiftung teilweise zerstört. Am 31. März 1942 wurde es aufgelöst. Die Kinder, die jungen Mütter und die Pflegerinnen wurden deportiert und ermordet oder „an ihre Heimatorte überstellt“. 1935 wurde eine sogenannte „Judenliste“ zusammengestellt und veröffentlicht. Viele jüdische Schicksale sind durch amtliche Akten und sonstige Zeugnisse dokumentiert, die aus dieser Zeit erhalten geblieben sind.
Während des Zweiten Weltkriegs entstanden in den Jahren von 1943 bis 1945 schwere Schäden durch Luftangriffe. Nach Kriegsende musste 1945 ein ausgedehnter Bezirk im Westen der Stadt für die US-amerikanische Besatzungsmacht geräumt werden.
1959 war Baubeginn der Wohnstadt Gravenbruch, nachdem der dortige Wald gerodet wurde. Fast 7.000 Menschen fanden in der Satellitenstadt, östlich zwischen der „Kernstadt“ und Heusenstamm im Wald gelegen, eine neue Heimat. In den 1960er-Jahren galt Gravenbruch als die „kinderreichste Gemeinde Europas“.

### Eingemeindungen
Im Zuge der Gebietsreform in Hessen wurde die Gemeinde Zeppelinheim am 1. Januar 1977 kraft Gesetzes in die Stadt Neu-Isenburg eingegliedert, beschränkt auf den Teil der Gemarkung, der östlich der Bundesautobahn 5 liegt. Die westlich davon gelegenen Gemarkungsteile gehören zum Flughafengelände und wurden in die Stadt Frankfurt eingegliedert.
Für die Stadtteile Zeppelinheim und Gravenbruch wurden Ortsbezirke mit Ortsbeirat und Ortsvorsteher eingerichtet. Der Ortsbezirk Zeppelinheim besteht aus dem nach Neu-Isenburg eingegliederten Gemarkungsgebiet der ehemaligen Gemeinde Zeppelinheim. Der Ortsbezirk Gravenbruch umfasst Flur 25 der Gemarkung Neu-Isenburg.

### Einwohnerentwicklung
Bei der Ortsgründung 1699 hatte Neu-Isenburg 46 Einwohner. 1829 waren es 1576; 1890 wohnten hier 5.894 Menschen. Im Jahre 1939 wurden in Neu-Isenburg 15.078 Einwohner gezählt. Bis 1961 waren es 25.362. Die Zahl erhöhte sich deutlich auf 34.856 im Jahr 1970. Nach der Eingemeindung Zeppelinheims und dem Bau von Gravenbruch lebten im Jahr 1983 35.000 Menschen in der Stadt. Im März 2020 wurden 38.190 Einwohner gezählt.

## Politik

### Stadtverordnetenversammlung
Die Stadtverordnetenversammlung ist das oberste Organ der Stadt. Ihre politische Zusammensetzung wird alle fünf Jahre in der Kommunalwahl durch die Wahlbevölkerung der Stadt bestimmt. Wählen darf, wer das 18. Lebensjahr vollendet hat und deutscher Staatsbürger im Sinne des Grundgesetzes oder Staatsangehöriger eines der übrigen Mitgliedstaaten der Europäischen Union ist. Für alle gilt, dass sie seit mindestens drei Monaten in der Stadt gemeldet sein müssen.
Der einzelne Wähler hat die Möglichkeit, seine Stimmen auf mehrere Kandidaten – auch solche verschiedener Wahllisten – zu verteilen (Panaschieren) oder auf einzelne Kandidaten anzuhäufen (Kumulieren). Dafür stehen dem Wähler so viele Stimmen zur Verfügung, wie es Sitze zu vergeben gilt. Für die Stadtverordnetenversammlung sind dies 45.
Nach den Kommunalwahlen 2016 wurde eine Koalition aus CDU, Grünen, FDP und FWG gegründet, eine sogenannte Tansania-Koalition. Diese Koalition wurde am 25. Juli 2018 von Seiten der FDP aufgekündigt, die restlichen Koalitionspartner hielten an der (Sansibar-)Koalition fest.
Vom 29. Januar 2018 bis zur Kommunalwahl 2021 waren der ehemalige AfD-Fraktionsvorsitzende Bernd Vohl, MdL, und das AfD-Mitglied Wolfgang Hufer fraktionslos.
Die Kommunalwahl am 14. März 2021 lieferte folgendes Ergebnis, in Vergleich gesetzt zu früheren Kommunalwahlen:
| Wahlvorschläge | Wahlvorschläge | CDU    | GRÜNE  | SPD    | FDP   | AfD    | LINKE | FWG   | Sitzverteilung                                                                          |
| -------------- | -------------- | ------ | ------ | ------ | ----- | ------ | ----- | ----- | --------------------------------------------------------------------------------------- |
| 2021           | Stimmanteil a  | 32,5 % | 24,4 % | 18,3 % | 8,9 % | 6,7 %  | 5,6 % | 3,6 % | Insgesamt 45 Sitze - Linke: 2 - SPD: 8 - Grüne: 11 - FDP: 4 - FWG: 2 - CDU: 15 - AfD: 3 |
| 2021           | Sitze (von 45) | 15     | 11     | 8      | 4     | 3      | 2     | 2     | Insgesamt 45 Sitze - Linke: 2 - SPD: 8 - Grüne: 11 - FDP: 4 - FWG: 2 - CDU: 15 - AfD: 3 |
| 2016           | Stimmanteil a  | 36,8 % | 11,9 % | 23,5 % | 7,2 % | 12,5 % | 4,8 % | 3,2 % | Insgesamt 45 Sitze - Linke: 2 - SPD: 11 - Grüne: 5 - FDP: 3 - FWG: 1 - CDU: 17 - AfD: 6 |
| 2016           | Sitze (von 45) | 17     | 5      | 11     | 3     | 6      | 2     | 1     | Insgesamt 45 Sitze - Linke: 2 - SPD: 11 - Grüne: 5 - FDP: 3 - FWG: 1 - CDU: 17 - AfD: 6 |
| 2011           | Stimmanteil a  | 44,1 % | 20,2 % | 24,5 % | 3,6 % | –      | 3,5 % | 4,2 % | Insgesamt 45 Sitze - Linke: 1 - SPD: 11 - Grüne: 9 - FDP: 2 - FWG: 2 - CDU: 20          |
| 2011           | Sitze (von 45) | 20     | 9      | 11     | 2     | –      | 1     | 2     | Insgesamt 45 Sitze - Linke: 1 - SPD: 11 - Grüne: 9 - FDP: 2 - FWG: 2 - CDU: 20          |
| 2006           | Stimmanteil a  | 52,0 % | 14,0 % | 23,3 % | 5,4 % | –      | –     | 5,2 % | Insgesamt 45 Sitze - SPD: 11 - Grüne: 6 - FDP: 3 - FWG: 2 - CDU: 23                     |
| 2006           | Sitze (von 45) | 23     | 6      | 11     | 3     | –      | –     | 2     | Insgesamt 45 Sitze - SPD: 11 - Grüne: 6 - FDP: 3 - FWG: 2 - CDU: 23                     |
| 2001           | Stimmanteil a  | 48,0 % | 16,9 % | 26,5 % | 5,2 % | –      | –     | 3,4 % | Insgesamt 45 Sitze - SPD: 12 - Grüne: 8 - FDP: 2 - FWG: 1 - CDU: 22                     |
| 2001           | Sitze (von 45) | 22     | 8      | 12     | 2     | –      | –     | 1     | Insgesamt 45 Sitze - SPD: 12 - Grüne: 8 - FDP: 2 - FWG: 1 - CDU: 22                     |

Es waren 45 Stadtverordnete sowie die Ortsbeiräte der Stadt für die Legislaturperiode vom 1. April 2021 bis 31. März 2026 zu wählen. Von 27.727 Wahlberechtigten gingen 11.553 zur Wahl. Somit stieg die Wahlbeteiligung von 40,4 % im Jahr 2016 auf 41,7 % im Jahr 2021.
Am 1. Februar 2022 verließ der Grünen-Stadtverordnete Timm Junker die Fraktion, da er die „Montagsspaziergänge“ in Neu-Isenburg organisiert hatte und seine Fraktion dies nicht tolerierte. Er ist nun als fraktionsloser Stadtverordneter im Stadtparlament.

### Bürgermeister
Nach der hessischen Kommunalverfassung wird der Bürgermeister für eine sechsjährige Amtszeit gewählt, seit dem Jahr 1993 in einer Direktwahl, und ist Vorsitzender des Magistrats, dem in der Stadt Neu-Isenburg neben dem Bürgermeister hauptamtlich ein Erster Stadtrat und ehrenamtlich zehn weitere Stadträte angehören. Die Stärke der in der Stadtverordnetenversammlung vertretenen Fraktionen spiegelt sich grundsätzlich in der Zusammensetzung des ehrenamtlichen Magistrats wider. Bürgermeister ist seit dem 11. April 2022 Dirk Gene Hagelstein (SPD), der in der Kommunalpolitik zuletzt Fraktionsvorsitzender seiner Partei war. Er wurde als Nachfolger von Herbert Hunkel, der nach zwei Amtszeiten nicht wieder kandidiert hatte, am 10. Oktober 2021 in einer Stichwahl bei 34,1 Prozent Wahlbeteiligung mit 50,2 Prozent der Stimmen gewählt.
Amtszeiten der Bürgermeister
- 2022–2028 Dirk Gene Hagelstein (SPD)[34]
- 2010–2022 Herbert Hunkel[35]
- 1996–2010 Dirk-Oliver Quilling (CDU)
- 1990–1996 Robert Maier (CDU)
- 1978–1990 Paul Büchel (CDU)
- 1972–1978 Hans-Erich Frey (SPD)
- 1954–1972 Ludwig Arnoul (SPD)
- 1946–1954 Adolf Bauer (SPD)
- 1945–1946 Wilhelm Arnoul (SPD) (Ernannt, am 21. März 1946 gewählt)
- 1945 Ulrich Boelsen (17. April bis 22. Mai, von einem Bürgerausschuss gewählt)[38]
- 1943–1945 Jakob Rittgen (NSDAP) (Ernannt)
- 1933–1942 Johannes Otto Knöpp (NSDAP) (Ernannt)
- 1924–1933 Wilhelm Arnoul (SPD)
- 1919–1923 Louis Kaspar Friedrich Benkert

Banner

- 1897–1919 Jacob Pons

| Jahr           | Wahlbe- teiligung | Kandidaten           | Partei | Stimmen- anteil |
| -------------- | ----------------- | -------------------- | ------ | --------------- |
| 2021 Stichwahl | 34,1 %            | Dirk Gene Hagelstein | SPD    | 50,2 %          |
| 2021 Stichwahl | 34,1 %            | Stefan Schmitt       | CDU    | 49,8 %          |
| 2015           | 30,3 %            | Herbert Hunkel       |        | 77,4 %          |
| 2015           | 30,3 %            | Thilo Seipel         | FDP    | 22,6 %          |
| 2010           | 38,4 %            | Herbert Hunkel       |        | 58,9 %          |
| 2010           | 38,4 %            | Christian Beck       | SPD    | 36,9 %          |
| 2010           | 38,4 %            | Susann Guber         | FDP    | 04,2 %          |
| 2007           | 40,0 %            | Dirk-Oliver Quilling | CDU    | 83,3 %          |
| 2007           | 40,0 %            | Markus Munari        | SPD    | 16,7 %          |
| 2001           | 41,1 %            | Dirk-Oliver Quilling | CDU    | 78,5 %          |
| 2001           | 41,1 %            | Wolfgang Lamprecht   | SPD    | 19,0 %          |
| 2001           | 41,1 %            | Edgar Schultheis     |        | 02,4 %          |
| 1995 Stichwahl | 38,0 %            | Dirk-Oliver Quilling | CDU    | 63,1 %          |
| 1995 Stichwahl | 38,0 %            | Berthold Depper      | FDP    | 36,9 %          |

### Wappen und Banner
| Wappen von Neu-Isenburg | Blasonierung: „Gespalten und hinten geteilt; vorn neunmal geteilt von Rot und Silber (Weiß); hinten oben in Silber (Weiß) zwei schwarze Balken, unten geteilt von Rot und Gold (Gelb).“ |
| Wappen von Neu-Isenburg | Wappenbegründung: Das 1899 von Großherzog Ernst Ludwig verliehene Wappen vereinigt heraldische Hinweise der früheren drei Herrschaften über Neu-Isenburg. Die rot-silberne Teilung steht für die Zugehörigkeit zum Großherzogtum Hessen; die schwarzen Balken entstammen dem Wappen des namensgebenden Hauses Isenburg und die rot-goldene Teilung führten die Herren von Münzenberg-Falkenstein im Schild. Das Banner ist rot-weiß-rot im Verhältnis 3:7:3 längsgestreift mit dem aufgelegten Wappen oberhalb der Mitte. |

### Partnerstädte
- Andrézieux-Bouthéon und Veauche, Frankreich (seit 30. August 1969)[41]
- Dacorum Borough, Vereinigtes Königreich (seit 3. Mai 1975)
- Bad Vöslau, Österreich (seit 15. April 1978)
- Weida, Deutschland (seit 20. Oktober 1990)
- Chiusi, Italien (seit 3. Juli 2010)

Neu-Isenburg ist außerdem befreundet mit den Städten Alexandria (Minnesota) und Sighișoara (Rumänien).
Zur Pflege dieser Partnerschaften besteht der Förderverein Städtepartnerschaften Europäische Begegnungen Neu-Isenburg e. V. (FSP).

## Infrastruktur

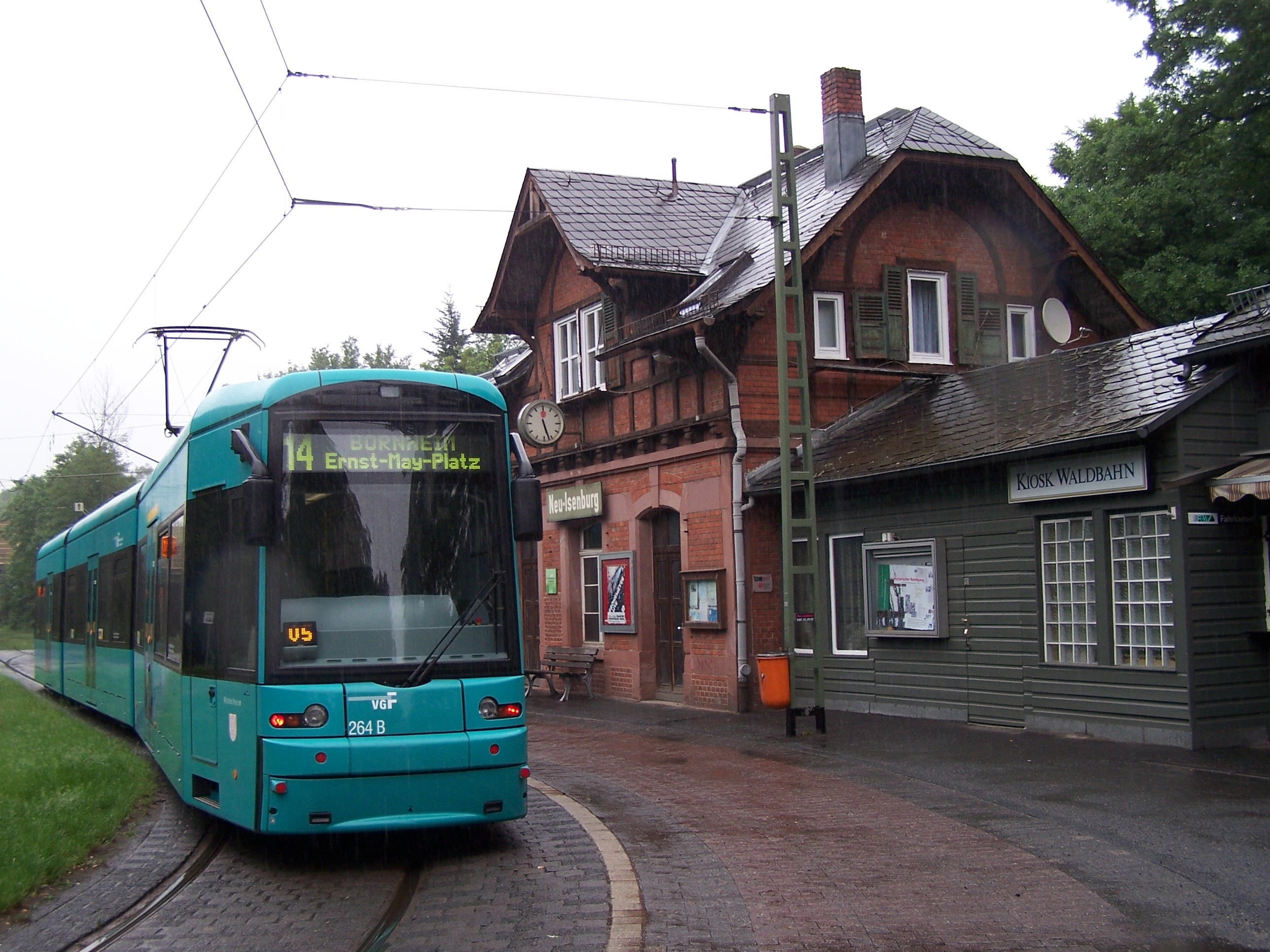
Straßenbahn an der Haltestelle Neu-Isenburg Stadtgrenze

### Wirtschaft
Durch seine unmittelbare Nähe zur Messestadt Frankfurt und zum Flughafen ist Neu-Isenburg ein attraktiver Standort für Unternehmen der vielfältigsten Branchen, darunter auch viele Hotels: 2008 wurden in Neu-Isenburg 323.776 Übernachtungen verzeichnet. Dies entspricht ca. 1,2 % aller Übernachtungen in Hessen.
Die Stadt hat sich inzwischen vom Standort für produzierendes Gewerbe in einen Dienstleistungsstandort gewandelt, was vor allem an der verkehrsgünstigen Lage liegt.
Ansässige Unternehmen:
- Alpha Industries
- Apleona Group
- Aramark Holdings
- Arrow Electronics EMEA Group
- De’Longhi Deutschland
- Condor Flugdienst
- DuPont de Nemours Deutschland
- eprimo (Stromdiscounter von E.ON)
- Jeppesen
- Jost Werke
- Kempinski Hotel Gravenbruch
- Lexmark Deutschland
- The Lorenz Bahlsen Snack-World
- Lufthansa Service (LSG Sky Chefs)
- Lufthansa AirPlus Servicekarten (Herausgeber von Kreditkarten)
- PepsiCo Deutschland[42]
- Sescoi
- Sony Interactive Entertainment Deutschland
- UL International Germany
- Viridium

Ansässige Verlage:
- Melzer Verlag
- Springer Gesundheits- und Pharmazieverlag
- Verlag Friedrich Bischoff
- Westend Verlag

Im 20. Jahrhundert prägte vor allem chemische verarbeitende Industrie und Nahrungsmittelproduktion den Ort:
- G.A. Müller (Fleischwarenfabrik, ältester Hersteller der Original Frankfurter Würstchen)
- Hans Wirth (Fleischwarenfabrik, Hersteller der Original Frankfurter Würstchen)
- Adoxfotowerke Dr. Schleussner (ab 1927) – danach DuPont
- Bundesmonopolverwaltung für Branntwein
- eine Außenstelle der Bundesdruckerei

Teilweise haben diese Firmen heute noch Verwaltungssitze in Neu-Isenburg.

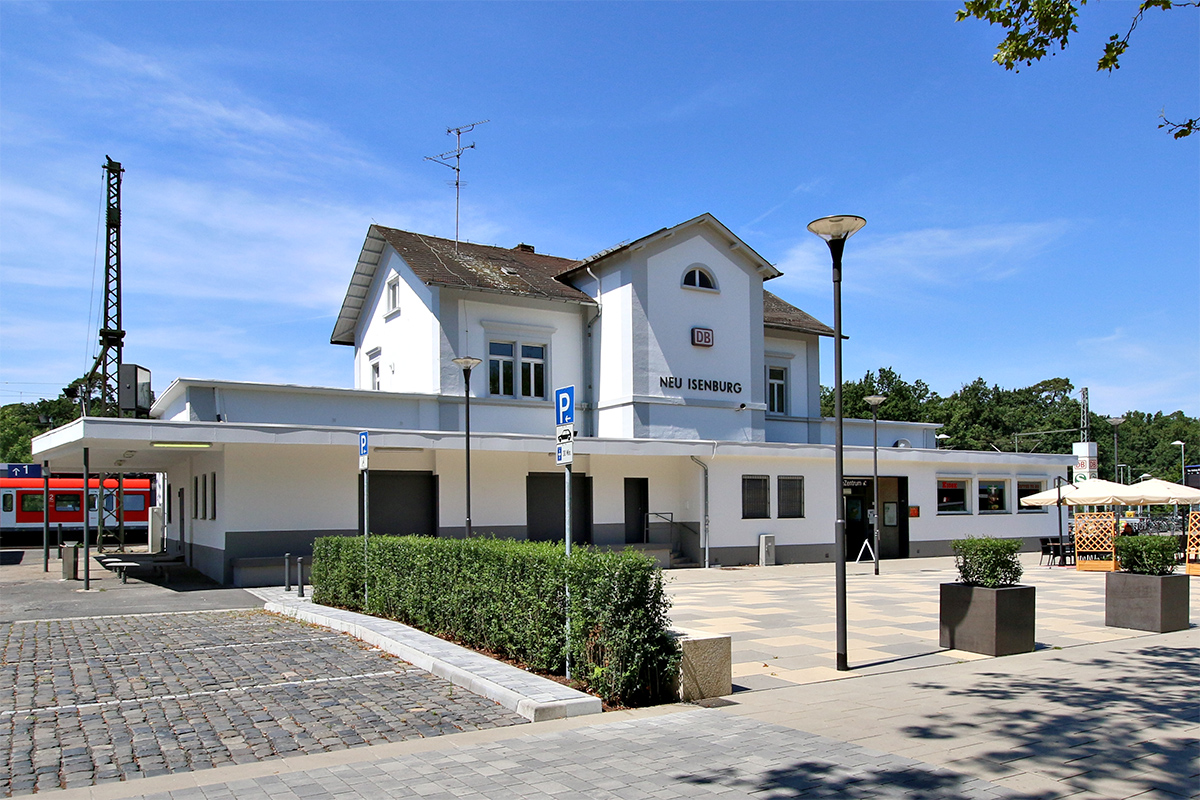
Empfangsgebäude Bahnhof Neu Isenburg

### Verkehr
Der Bahnhof Neu Isenburg liegt an der Bahnstrecke Frankfurt am Main–Heidelberg. Früher zweigte hier die inzwischen stillgelegte Bahnstrecke Neu Isenburg–Neu Isenburg Stadt ab, deren Trasse Teil der Regionaltangente West werden soll.
Die Stadt verfügt über mehrere Anschlüsse an das deutsche Autobahnnetz (A 3, A 5, A 661) und ist in das S-Bahnsystem der Rhein-Main-Region eingegliedert. Sie wird von der S-Bahnlinie  angefahren, Zeppelinheim von der . Außerdem gibt es noch eine Straßenbahnanbindung mit der Linie 17 am nördlichen Stadtrand über Frankfurt-Hauptbahnhof nach Frankfurt-Rebstock.
| Linie | Verlauf | Takt                                                     |
| ----- | --- | -------------------------------------------------------- |
| 17    | Rebstockbad – City West – Festhalle/Messe – Hauptbahnhof – Stresemannallee Bahnhof – Fritz-Kissel-Siedlung – Louisa Bahnhof – Neu-Isenburg Stadtgrenze | 10 min (werktags) 7/8 min (HVZ) 15 min (sonn-/feiertags) |

Geplant ist, die Innenstadt mit einer Zweisystem-Stadtbahnstrecke (Regionaltangente West) an das Schienennetz anzubinden.
Der Flughafen Frankfurt Main befindet sich an der Gemarkungsgrenze und der Bahnhof Neu Isenburg verfügte als einziger in Hessen vom 29. Mai 1961 bis zum 25. Oktober 2014 über zwei Verladegleise für Autoreisezüge. Inzwischen wurde das Autoreisezugterminal aufgegeben.

## Kultur

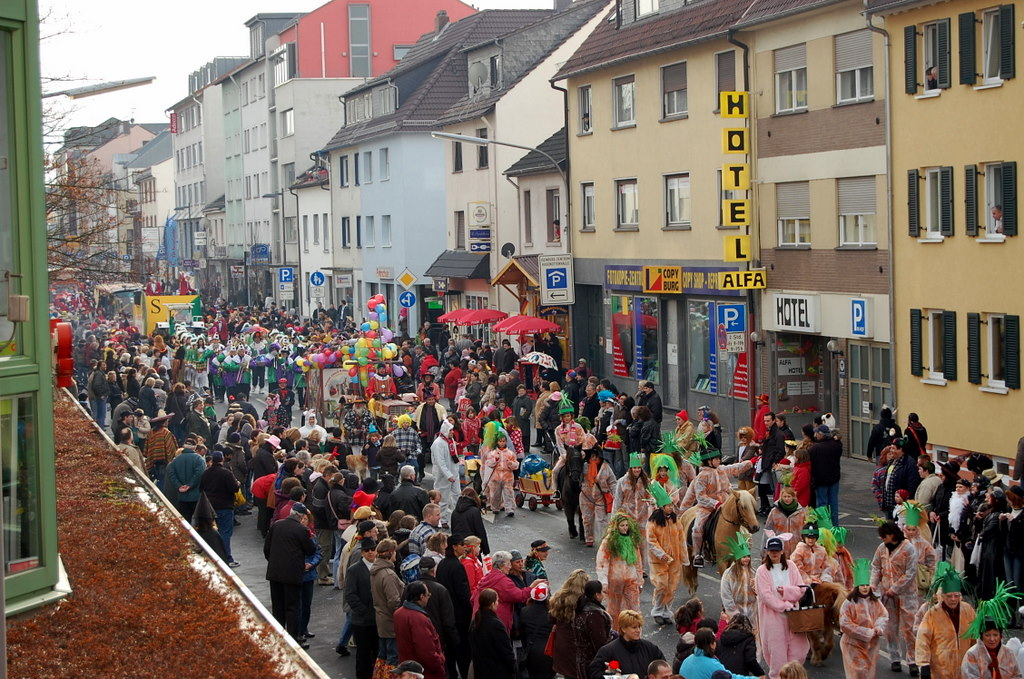
Rosenmontagsumzug in Neu-Isenburg

### Hugenottenhalle
Die Planungen für die Neu-Isenburger Stadthalle Hugenottenhalle (im Volksmund auch „Huha“ genannt) gehen bis ins Jahr 1963 zurück. Die am 13. Februar 1977 eröffnete Mehrzweckhalle bietet je nach Bestuhlung zwischen 100 und 1040 Besuchern Platz, bei Rockkonzerten kann das Fassungsvermögen darüber hinaus unter Verzicht auf die Bestuhlung weiter erhöht werden. Die Halle ist ein regional bekannter Veranstaltungsort für Konzerte und unterhält auch eine eigene Theaterreihe. Die 1979 vor der Hugenottenhalle aufgestellte Skulptur, ein stilisierter schwarzer Stier, wurde von dem in Neu-Isenburg geborenen Künstler Karl Rödel geschaffen.

### Stadtbibliothek
Die gemeinsam mit der Hugenottenhalle erbaute Stadtbibliothek Neu-Isenburg wurde 1977 gegründet und hat in dem mittlerweile eingestellten Bibliotheksindex BIX des Deutschen Bibliotheksverbands im Jahre 2010 im bundesweiten Vergleich den 6. Platz unter den öffentlichen Bibliotheken erreicht. Im Jahr 2011 belegte sie im Vergleich der öffentlichen Bibliotheken in Hessen erneut den ersten Platz. Beim Vergleich der Stadtbüchereien in Städten mit 30.000 bis 50.000 Einwohnern erreichte sie Platz fünf. Der Bestand umfasst etwa 70.000 Medien, davon über 50.000 Bücher und 162 laufende Zeitschriften. Seit 2009 nimmt die Bibliothek auch an der Onleihe teil, darüber sind fast 170.000 E-Books verfügbar. Außerdem ist sie am Bibliotheksverbund Bibliotheken Rhein-Main beteiligt.

### Stadtarchiv
Das Stadtarchiv Neu-Isenburg sammelt außer den archivwürdigen Akten der Stadtverwaltung und historischen Urkunden auch zahlreiche Dokumente aus der Geschichte der Stadt und der Zivilgesellschaft. Der Bestand umfasst etwa 10.000 Zeitungsausschnitte und laufende Zeitungsjahrgänge mit Berichten über die Stadt, ca. 6.000 Fotografien, Karten und Pläne sowie die „Alte Einwohnerkartei“ aus dem Zeitraum 1876–1930. Auch Archivalia der beiden Neu-Isenburger Sportvereine Turn- und Spielervereinigung (TSG) 1885 und Spielvereinigung 03 werden hier aufbewahrt. Zur Sammlung zählt auch eine Präsenzbibliothek mit einem Bestand von etwa 800 Bänden zur Neu-Isenburger Geschichte.
Der Bestand wird zunehmend retrodigitalisiert und ist seit 2023 in Arcinsys Hessen recherchierbar. Der Bestand wird teilweise in Ausstellungen präsentiert. Öffentlich zugänglich ist das Stadtarchiv Neu-Isenburg seit 2001.

### Museen
Im Haus zum Löwen befindet sich das Heimatmuseum, dessen Ausstellung zur Geschichte und Kultur der Stadt im Jahr 2011 neu konzipiert worden ist. Das Haus wurde 1978 wieder aufgebaut.
Im Bertha Pappenheim Haus wird eine Ausstellung zu Leben und Werk Bertha Pappenheims gezeigt. Außerdem ist dort eine Seminar- und Gedenkstätte untergebracht, in der Veranstaltungen zu Themen stattfinden, die einen Bezug zu ihrem Wirken in Neu-Isenburg haben (Vorträge und Tagungen zu jüdischem Leben, Aspekte des Nationalsozialismus in Neu-Isenburg, christlich-jüdischer Dialog, Frauenrechte).
Im Stadtteil Zeppelinheim befindet sich das Zeppelin-Museum, das an die Vergangenheit dieses Ortsteils als Fliegerquartier des Frankfurter Flughafens erinnert und Exponate aus der Zeit der Zeppeline bereithält.

### Neu-Isenburger Mundart-Ensemble
Aus der Theatergruppe der Goetheschule entwickelte sich 1994 das Neu-Isenburger Mundart-Ensemble, das heute eines der erfolgreichsten Mundart-Schauspielensembles Südhessens ist.

### Open-Doors-Festival
Neu-Isenburg ist im Rhein-Main-Gebiet insbesondere für das jährlich im Sommer stattfindende Musikfestival Open Doors (bis 2003: „Musikspektakel“) bekannt. Drei Tage lang spielen etwa 70 verschiedene Bands und Künstler sämtlicher Musikrichtungen bei freiem Eintritt auf. Im Fokus der Veranstaltung stehen Bands und Künstler, welche auf den rund 18 bis 20 Bühnen im Stadtzentrum spielen, teilweise in den örtlichen Gaststätten. Die Hauptbühne ist die überregional bekannte Hugenottenhalle. Das Festival wird durch Spender und Sponsoren getragen.

### Jugendkulturpreis
Seit 2003 verleiht der Magistrat den mit 1500 Euro dotierten Jugendkulturpreis an junge Menschen im Alter von 14 bis 19 Jahren für herausragende kulturelle Leistungen. 2003 wurde der Preis an die Rockband „Pillow Fight“ vergeben. 2007 ging der Preis an die Online-Schülerzeitung „kurzschluss“ der Goetheschule.

## Sport
Die Stadt Neu-Isenburg betreibt mehrere Sportplätze, die den Bürgern und den Vereinen zur Verfügung gestellt werden, einige davon befinden sich im Sportpark, der im Westen der Stadt gelegen ist.
Jährlich Mitte September wird der Hugenottenlauf ausgerichtet. Die Teilnehmer können zwischen Strecken über 21,1 sowie 10 und 5 km wählen. Für Jugendliche gibt es einen Lauf über 3,5 km. Start und Ziel sind im städtischen Sportpark.
Zu den größeren Sportvereinen der Stadt zählen die Turn- und Sportgemeinschaft 1885 e. V. Neu-Isenburg, die Spielvereinigung 1903 Neu-Isenburg und der ehemalige Tennis-Bundesligist TC Rot-Weiss Neu-Isenburg sowie der Turnverein 1861 Neu-Isenburg.
2021 bewarb sich die Stadt als Host Town für die Gestaltung eines viertägigen Programms für eine internationale Delegation der Special Olympics World Summer Games 2023 in Berlin. 2022 wurde sie als Gastgeberin für die fünfköpfige Delegation von Special Olympics Guyana ausgewählt. Damit wurde die Stadt Teil des größten kommunalen Inklusionsprojekts in der Geschichte der Bundesrepublik mit mehr als 200 Host Towns.

## Bildung
- Grundschulen
  - Albert-Schweitzer-Schule
  - Hans-Christian-Andersen-Schule
  - Wilhelm-Hauff-Schule
  - Grundschule Buchenbusch
  - Ludwig-Uhland-Schule, Gravenbruch
  - Selma-Lagerlöf-Schule, Zeppelinheim
- Gymnasium
  - Goetheschule
- Gesamtschule
  - Brüder-Grimm-Schule (seit 2010 nur Haupt- und Realschulzweig)
- Förderschule
  - Friedrich-Fröbel-Schule, Schule für Lernhilfe und Sprachheilschule
- Erwachsenenbildung
  - Musikschule
  - Volkshochschule

## Naturschutz

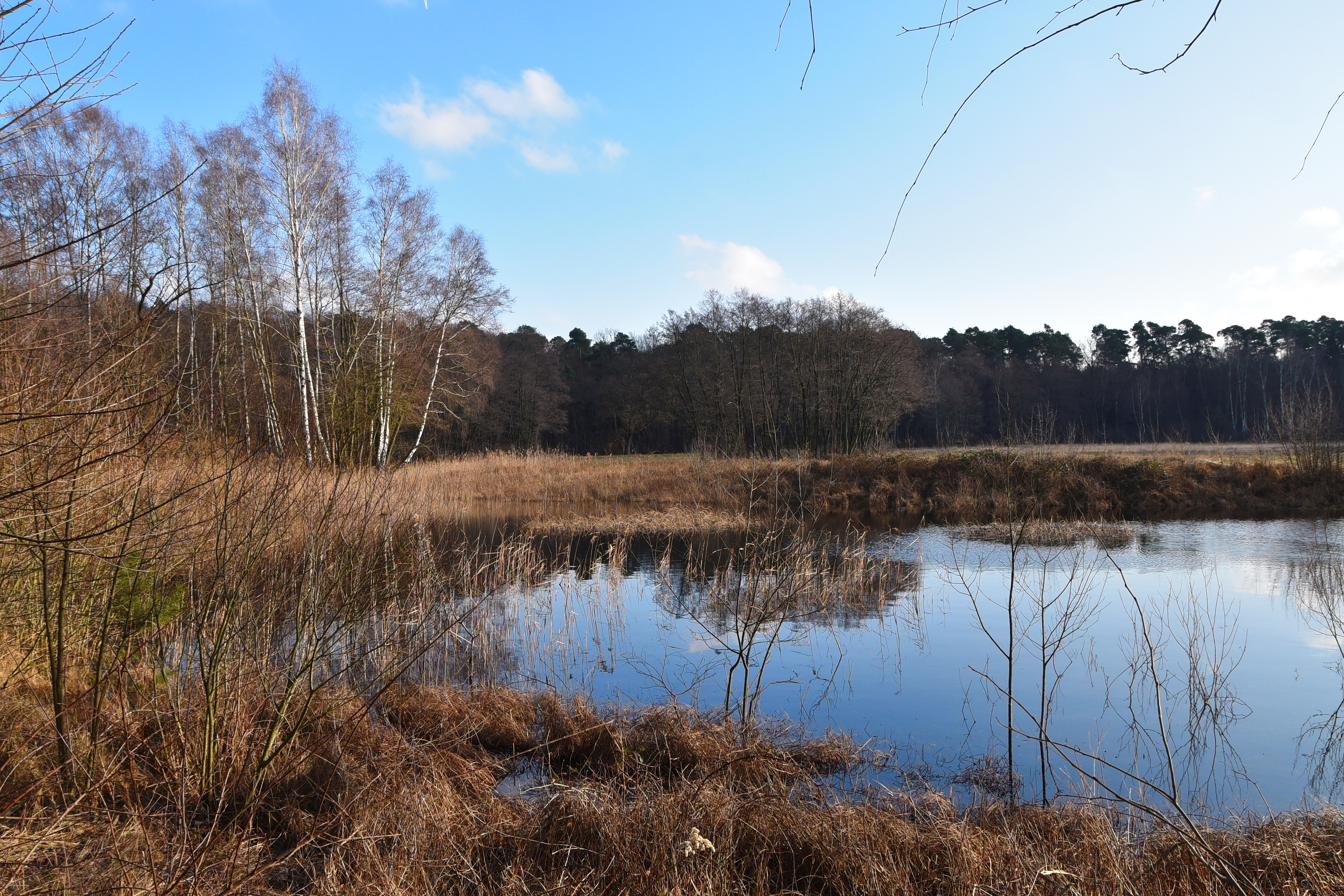
Naturschutzgebiet Bruch von Gravenbruch

Das Naturschutzgebiet Bruch von Gravenbruch (NSG-Kennung 1438008) liegt in einem ausgedehnten Waldbereich nördlich der Landesstraße L3117 östlich von Neu-Isenburg und westlich des Stadtteils Gravenbruch. Es umfasst einen etwa 93,47 Hektar großen Waldbestand. Zweck der Unterschutzstellung ist es, die extensiv genutzten beziehungsweise brachgefallenen Wiesenflächen mit den diese umgebenden naturnahen Wäldern, insbesondere Bruchwäldern, als Lebensstätte für die von unterschiedlichen Feuchtigkeitsstufen bestimmten Pflanzen- und Tiergesellschaften mit einem hohen Anteil bestandsgefährdeter Arten zu erhalten.
Mit identischem Flächenzuschnitt ist das Naturschutzgebiet auch als FFH-Gebiet DE-5918-304 NSG Bruch von Gravenbruch ausgewiesen. Dadurch gehört es zum europäischen Schutzgebietsnetz Natura 2000.
Der Name Bruch leitet sich von Sumpf ab. Es handelt sich um ein Niedermoor, das gut 300 Jahre bis zu seiner jetzigen Biotopstruktur benötigt hat. Zu den Besonderheiten gehört ein hoher Grundwasserstand. Die zahlreichen Kleingewässer sind bedeutsam für die Amphibienwelt. Im Jahr 1984 konnte der Bruch von Gravenbruch wegen seines hohen ökologischen Werts und nach Bemühungen der Stadt Neu-Isenburg, der Hessischen Gesellschaft für Ornithologie und Naturschutz (HGON) und des Naturschutzbundes Deutschland (NABU) vom Regierungspräsidium Darmstadt als Naturschutzgebiet (NSG) ausgewiesen werden.
Zwei der eingeschlossenen Wiesenflächen, die Eirundwiese und die Schönseewiese, sind auch floristisch interessant. Im NSG wurden rund 200 Pflanzenarten festgestellt, von denen 16 auf der Roten Liste stehen. Darunter befinden sich die vom Aussterben bedrohte Hartmans Segge (Carex hartmanii), die Faden-Segge (Carex lasiocarpa) und der Sumpf-Haarstrang (Peucedanum palustre). Weitere besondere Arten sind Sumpf-Veilchen (Viola palustris), Sumpf-Blutauge (Comarum palustre) und der Gemeine Wasserschlauch (Utricularia vulgaris), der zu den tierfangenden Pflanzen gehört. Es gibt Reptilien (Ringelnatter), Amphibien (Springfrosch und Laubfrosch) sowie seltene Vogelarten wie Schwarzspecht, Neuntöter, Misteldrossel und Baumpieper.

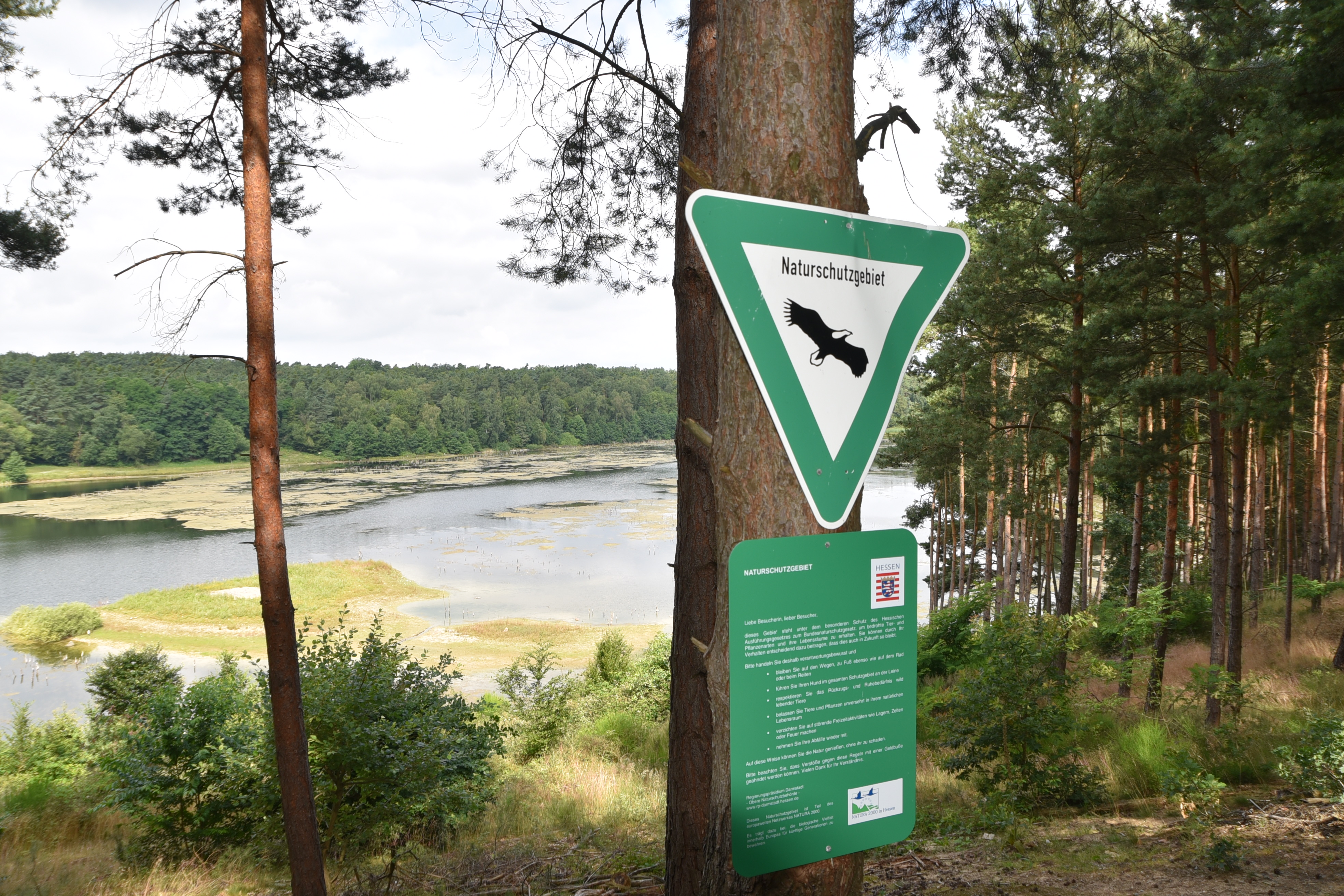
NSG Gehspitzweiher bei Neu-Isenburg

Das Naturschutzgebiet Gehspitzweiher bei Neu-Isenburg (NSG-Kennung 1438005) liegt südwestlich von Neu-Isenburg im Waldgebiet zwischen B 44 und Bahnstrecke Frankfurt am Main–Heidelberg südlich der L 3117. Die nordsüdliche Länge beträgt etwa einen Kilometer, die Breite schwankt meist zwischen 200 und 300 Metern. Der Grubenboden liegt ca. 20 Meter unter dem Niveau des umgebenden Geländes. Das Naturschutzgebiet, im Wald zwischen Zeppelinheim und Neu-Isenburg gelegen, umfasst eine Fläche von ca. 25 Hektar, die sich im Eigentum der Stadt Frankfurt befindet. Es handelt sich um eine ehemalige Abbaugrube, die zunächst durch Ausbeutung von Lehmablagerungen, später von Sanden und Kiesen durch die Firma Philipp Holzmann entstand. Zwischenzeitlich als Badesee genutzt, gelang die Unterschutzstellung des Gebiets im Jahr 1981.
Das Naturschutzgebiet Gehspitzweiher ist auf Grund seines Artenreichtums sehr wertvoll. So wurden hier 98 verschiedene Vogelarten beobachtet, unter ihnen Flussuferläufer, Fischadler, Baumfalke, Bekassine, Zwergtaucher, Haubentaucher und Eisvogel. Außerdem leben im und am Gehspitzweiher acht Amphibienarten: Bergmolch, Teichmolch, Erdkröte, Kreuzkröte, Laubfrosch, Springfrosch, Wasserfrosch und Grasfrosch. Dazu kommen 20 Heuschreckenarten, 26 Libellenarten, 18 Tagfalterarten, verschiedene Laufkäfer, Hautflügler und nicht zuletzt verschiedene Säugetiere, speziell Fledermäuse. Von den Insekten, die hier einen neuen Lebensraum gefunden haben, sind besonders die Blauflügelige Ödlandschrecke (Oedipoda caerulescens) sowie 25 Libellenarten, darunter als große Besonderheit die im Jahr 2009 entdeckte Zierliche Moosjungfer (Leucorrhinia caudalis) zu nennen. Ferner wurden im NSG acht Amphibienarten und etwa 250 Pflanzenarten festgestellt.
Im 18. Jahrhundert wurde der Abbau von Lehm im Alten Heegwald für eine dort ansässige Ziegelei genehmigt. 1872 erwarb die Firma Philipp Holzmann zehn Morgen Ackerland am Sprendlinger Weg und sämtliche Einrichtungen zur Backsteinproduktion. Der Kleinbetrieb entwickelte sich zur umfangreichen Fabrikanlage mit Gleisanschluss nach Neu-Isenburg. Der Lehmabbau wurde ab 1945 abgelöst durch jahrzehntelangen Abbau tiefer gelegener Kiese mit Nassbaggerung. Ab Anfang der 1960er-Jahre war zunächst ein illegaler, ungeregelter Badebetrieb zu beobachten, später gab es einen abgesperrten Badebereich und Pläne der Stadt Frankfurt, eine Regattastrecke und ein Hotel zu errichten. Ab 1969 stellte man ein Absinken des Grundwasserspiegels um etwa fünf Meter fest, was einen kahlen, sandigen Grubenboden mit vereinzelten kleineren Wasserflächen zurückließ. Die Grube war nicht mehr kommerziell als Badesee nutzbar, und die Pläne der Stadt Frankfurt mussten verworfen werden. Das Erscheinen des Flussregenpfeifers und anderer seltener Vogelarten sowie von Kreuzkröten weckte das Interesse von Ornithologen und anderen Naturschützern, die ein erstes Gutachten erstellten. Etwa 1970 wurde der Kies-Abbau im Wesentlichen eingestellt. 1976 wurde zur Stabilisierung des Fischbesatzes eine Vertiefung im Grubenboden angelegt. 1977 stellte die Hessische Gesellschaft für Ornithologie und Naturschutz (HGON) einen Antrag auf Ausweisung als Naturschutzgebiet (NSG). Ab 1977 erfolgte eine Rekultivierung durch Aufforstung von Süd- und Osthang der Grube mit Grauerlen, Robinien, Kiefern und Sanddorn. Mit Verordnung vom 20. November 1981 erfolgte die Ausweisung als Naturschutzgebiet.
Zweck des Schutzes ist die Sicherung eines im Sukzessionsstadium befindlichen wertvollen Rückzugsgebietes für bestandsgefährdete Amphibien- und Pflanzenarten. Im Jahre 2016 wurde versucht, ein neues Schutzkonzept zu entwickeln, um den Interessen des Naturschutzes und der Öffentlichkeit größtmöglich dienen zu können.

## Persönlichkeiten

### Söhne und Töchter der Stadt
- Wilhelm Arnoul (1893–1964), Politiker (SPD), Regierungspräsident in Darmstadt, Abgeordneter des Hessischen Landtags
- Ernst Balser (1893–1964), Architekt des Projektes Neues Frankfurt
- Fritz Betzelbacher (* 1935), Motocrossfahrer
- Adam Ebner (1894–1973), Politiker (KPD), Reichstagsabgeordneter
- Wilhelm Ahl (1899–nach 1967), Kaufmann und Wirtschaftsjurist
- Achilles Reeg (1899–1980), Leichtathlet
- Franz Völker (1899–1965), Sänger (Tenor)
- Willy Brandt (1907–1988), deutscher Politiker und Widerstandskämpfer, dessen Identität Herbert Frahm in den 1930er Jahren annahm[70]
- Wilhelm Leichum (1911–1941), Leichtathlet
- Peter Stoll (1916–1993), Mediziner, Gynäkologe und Hochschullehrer
- Rudolf Seiferlein (1921–2010), Ehrenvorsitzender der Interessengemeinschaft (IG) Vereine, posthume Vergabe der Ehrenbürgerschaft im März 2011
- Wilhard Becker (1927–2017), Baptistenpastor, Psychotherapeut und Schriftsteller
- Henry Götzelmann (* 1927), Buchgestalter
- Anny Schlemm (* 1929), Opernsängerin
- Horst Holzmann (1930–2014), Radsportler
- Walter Norrenbrock (* 1931), Kommunalpolitiker, langjähriger Stadtverordnetenvorsteher, Ehrenbürger seit 2011
- Alfred Streim (1932–1996), Leiter der Zentralen Stelle der Landesjustizverwaltungen zur Aufklärung nationalsozialistischer Verbrechen
- Walter Zimbrich (1933–2012), Künstler
- Hans Rudolf Henche (1940–2024), Arzt, insbesondere orthopädischer Chirurg und Gründer der Gesellschaft für Arthroskopie
- Peter Dietrich (* 1944), ehemaliger Fußballnationalspieler, WM-Teilnehmer 1970
- Joachim Raab (* 1948), Maler und Fotograf
- Robert Schunk (* 1948), Opernsänger
- Volker Steinbacher (* 1957), Künstler und Graphiker

### Persönlichkeiten, die in Neu-Isenburg gewohnt oder gewirkt haben
- Bertha Pappenheim (1859–1936), Frauenrechtlerin und Sozialarbeiterin, lebte und starb in Neu-Isenburg
- Albert Hörrmann (1899–1980), Schauspieler, lebte und starb im Stadtteil Gravenbruch
- Carl August Bodenstein (1900–1973), Chemiker, Fabrikdirektor und Kommunalpolitiker in Neu-Isenburg
- Bernfried Leiber (1919–2003), Kinderarzt und Hochschullehrer, starb in Neu-Isenburg.
- Helmut Jünger (* 1930), Verleger (unter anderem Jünger Verlag), Präsident von Didacta[71]
- Horst Klein (1931–2012), Physiker und Hochschullehrer für Angewandte Physik in Frankfurt am Main
- Hannelore Jacob (1944–2008), jüngstes Mitglied der Schlagergruppe Jacob Sisters, lebte und starb in Neu-Isenburg
- Horst Ludwig Störmer (* 1949), Nobelpreisträger für Physik (1998), besuchte Neu-Isenburger Goetheschule
- Thomas Reiter (* 1958), Astronaut der ESA und Mitglied der Langzeitbesatzung der Internationalen Raumstation und der russischen Raumstation, verbrachte seine Kindheit und Jugend in Neu-Isenburg
- Holger Anthes (* 1962), Fußballspieler
- Rüdiger Marmulla (* 1963), deutscher Mund-, Kiefer- und Gesichtschirurg, entwickelte neue Instrumente und Methoden für die chirurgische Navigation, besuchte die Neu-Isenburger Goetheschule[72]
- Thomas Knaus (* 1974), deutscher Bildungswissenschaftler (Medienpädagoge) und Hochschullehrer, er wuchs in Neu-Isenburg auf und lebte dort bis 2011.
- Hartmut Honka (* 1978), deutscher Politiker, wuchs in Neu-Isenburg auf und lebte dort bis 2005.